# Erythropsidinium

LM-Aufnahme von Erythropsidinium.
H: Hyalosom (Kristallkörper/Linse), R: Netzhautkörper, N: Zellkern, FL: Geißel, PS: Piston („Kolben“). Das Ocelloid befindet sich auf der linken Seite einer Zelle in ventraler Position, entsprechend der von Kofoid und Swezy vorgeschlagenen Orientierung. Balken 20 μm.

Erythropsidinium (früher Erythropsis) ist eine Gattung von Dinoflagellaten aus der Familie der Warnowiaceae. Als Dinoflagellaten handelt es sich um einzellige Eukaryoten, nicht-taxonomisch als Mikroalgen klassifiziert.

## Beschreibung

Vergleich der Ocelloidstruktur von Dinoflagellaten (links) und den Augen der Wirbeltiere (rechts).

Die Zellen der Gattung Erythropsidinium sind für Dinoflagellaten relativ groß (50–120 μm in der längsten Dimension) und besitzen zwei Geißeln und zwei ungewöhnliche Organellen, das Ocelloid und das Piston („Kolben“).
Das Ocelloid ist eine auf Licht reagierende Struktur, die ähnlich wie das Auge eines mehrzelligen Organismus organisiert ist und als synapomorphes Merkmal für die Warnowiaceae gilt.
Die Zellen enthalten typischerweise ein einziges Ocelloid, gelegentlich wurden aber auch Zellen mit zwei Ocelloiden beobachtet, ohne dass es dabei andere Anzeichen für eine laufende Zellteilung gab. Der genaue Aufbau und die Funktionsweise des Ocelloids wurde anhand von Erythropsidinium beispielhaft für die Warnowiiden untersucht, siehe Warnowiaceae §Funktion und Ursprung des Ocelloids.
Das Piston („Kolben“) ist eine lange, kontraktile Struktur, die aus dem Zellkörper herausragt
und in Länge und Morphologie sehr variabel ist; es kann manchmal das 20-fache der Körperlänge erreichen.
Entlang seiner Ausdehnung kann das Piston auffällige Knötchen enthalten.
Wie beim Ocelloid besitzen die meisten Zellen ein einzelnes Piston; in einigen Fällen wurden jedoch auch Zellen mit zwei solchen Kolben beobachtet. Das Piston ist zu wiederholten und sehr starken kontraktilen Bewegungen fähig.
Seine Funktion ist unklar, aber es wird vermutet, dass es eine Rolle bei der Fortbewegung, dem Beutefang und der Verteidigung spielt:
Trotz des Fehlens eines Nervensystems (wie man es z. B. in primitiver Form bei den Plattwürmern findet) sind die Erythropsidinium-Räuber zu schnellen und präzisen Kolbenreaktionen fähig, wenn Beute auftaucht.
Fernando Gómez verglich das Verhalten mit dem eines Scharfschützen: Erythropsidinium  „weiß“, wo die Beute ist. Es wartet auf die Beute und schießt dann in diese Richtung.
Die Verwendung von Begriffen wie „sehen“ und „Sichtung“ von Beuteobjekten ist jedoch problematisch, da diese als Prozesse nicht nur die Aufnahme visueller Reize voraussetzen, sondern auch deren Analyse in einem Wahrnehmungssystem bedeuten.

## Habitat
Erythropsidinium kommt im Meeresplankton vor und ist in der Oberflächenschicht warmer und tropischer Gewässer anzutreffen, wobei es Berichte von allen Ozeanen inklusive des Mittelmeers gibt.
Im Ökosystem ist Erythropsidinium wahrscheinlich ein Räuber (wie andere Warnowiiden).
Biogeografische Studien wurden von Fernando Gómez 2008 im Pazifik Nähe in der Nähe der Ströme Oyashio (Oja Siwo) und Kuroshio (Kuro Siwo), sowie auf Celebes, den Inseln der Philippinen und im westlichen und zentralen äquatorialen und südöstlichen Pazifik durchgeführt.
Die höchste Abundanz (Dichte) von 15 Individuen/dm³ wurde in der nördlichen Philippinensee (32°N, 138°E, Tiefe 30 m) beobachtet.
Insbesondere in Auftriebsgebieten wurde die Abundanz von Erythropsidinium als höher eingestuft.
Weiter wurde festgestellt, dass Erythropsidinium-Zellen am häufigsten in warmen Gewässern in der Nähe des Übergangs vom Kuroshio-Strom zu den Gewässern am Kontinentalhang (der seewärtige Grenze des Kontinentalschelfs) im Süden Japans (en. slope waters near south Japan) vorkommen — dort ist Beute für diese heterotrophen Organismen relativ reichlich vorhanden.
In den kälteren Gewässern des Oyashio-Stroms in der Nähe von Hokkaido (im Norden Japans) konnte der Organismus nicht nachgewiesen werden.
Insgesamt wurden die meisten Individuen wurden in der euphotischen (hellen, gut beleuchteten) Zone aus Tiefen von weniger als 90 m gesammelt.
Diese Beobachtungen lassen darauf schließen, dass Erythropsidium-Arten eine stärkere Beleuchtung bevorzugen.
Vermutlich können die Mikroalgen dort das lichtempfindliche Ocelloid als Sehorgan optimal nutzen.
Trotz des Ocelloids und anderer komplexer Organellen scheint die Wettbewerbsfähigkeit von Erythropsidinium im pelagischen Ökosystem eher gering zu sein.

## Systematik
Die Gattung wurde ursprünglich 1885 von Richard Hertwig unter dem Namen Erythropsis auf der Grundlage von Proben aus dem Golf von Neapel beschrieben.
Obwohl eine ganze Reihe von Arten beschrieben wurden, spiegeln vieler dieser Beschreibungen wahrscheinlich nur unterschiedliche Lebensstadien wie etwa neu geteilte Zellen wider. Derzeit (30. Juli 2021) sind neun Arten in der Gattung anerkannt.
Die Typusart ist E. agile.
Gattung Erythropsidinium P.C.Silva, 1960 (früher Erythropsis)
- E. agile (Hertwig) P.C.Silva 1960 syn. E. agilis, E. pavillardii und (bei WoRMS) E. cornuta — Typus
- E. cochlea (Schütt) P.C.Silva 1960
- E. cornutum (F.Schütt) P.C.Silva 1960 (nicht bei WoRMS)
- E. extrudens (Kofoid & Swezy) P.C.Silva 1960
- E. hispidum (Kofoid & Swezy) P.C.Silva 1960
- E. labrum (Kofoid & Swezy) P.C.Silva 1960
- E. minus (Kofoid & Swezy) P.C.Silva 1960 syn. E. minor
- E. richardii (Kofoid & Swezy) P.C.Silva 1960
- E. scarlatinum (Kofoid & Swezy) P.C.Silva 1960